# ФК Пјаст Гливице
ФК Пјаст је пољски фудбалски клуб из Гливица. Основале су га пољске избеглице из западне Украјине. Боје су плава и црвена и играју по први пут у најбољој пољској лиги у фудбалу. Били су финалисти купа двапут: 1978. и 1983. године. Названи су по династији Пјастовића, који су владали од 10. века до 1370. године.

## Успеси
- (шампион)

Екстракласа (1): 2018/19 
- (шампион)

Друга лига Пољске у фудбалу (1): 2011/12
- Финале Купа: 1978, 1983
- Треће место у 2. лиги: 2008

## Историја
Године 1957. су први пут од оснивања играли у 2. лиги. Најуспешнији су били, мада не лигашки, између 1975. и 1983. године, када су играли двапут у финалу купа. 24. маја 2008. су постали први пут прволигаши, а на шимској паузи су претпоследњи (15. на табели). Први меч у 1. лиги им је био против екипе ФК Краковија, уз резултат 2-0. Постоје фудбалска и тениска секција тима.

## Састав тима
| Бр. |        | Позиција | Играч            |
| --- | ------ | -------- | ---------------- |
|     | Пољска | Г        | Гжегорж Каспржик |
|     | Пољска | Н        | Мирослав Видух   |
|     | Пољска | С        | Павел Гамла      |
|     | Пољска | С        | Јакуб Смектала   |
|     | Пољска | С        | Камил Вилчек     |
|     | Пољска | О        | Мариуш Мушалик   |
|     | Пољска | С        | Марцин Фолц      |
|     | Пољска | С        | Лукаш Кржички    |

| Бр. |        | Позиција | Играч           |
| --- | ------ | -------- | --------------- |
|     | Пољска | Н        | Данијел Кочон   |
|     | Пољска | О        | Томаш Подгорски |
|     | Пољска | О        | Пјотр Предота   |
|     | Чешка  | Г        | Лумир Седлачек  |
|     | Пољска | О        | Јакуб Шматула   |
|     | Пољска | О        | Данијел Иван    |
|     | Пољска | С        | Камил Глик      |
|     | Пољска | О        | Марћин Бојарски |

## Пјаст Гливице у европским такмичењима
| Сезона   | Такмичење        | Коло        | Екипа        | Дом. | Гост | Укупно    |
| -------- | ---------------- | ----------- | ------------ | ---- | ---- | --------- |
| 2013/14. | УЕФА Лига Европе | 2. коло кв. | Карабаг      | 2:2  | 1:2  | 3:4       |
| 2016/17. | УЕФА Лига Европе | 2. коло кв. | Гетеборг     | 0:3  | 0:0  | 0:3       |
| 2019/20. | Лига шампиона    | 1. коло кв. | БАТЕ Борисов | 1:2  | 1:1  | 2:3       |
| 2019/20. | УЕФА Лига Европе | 2. коло кв. | Рига         | 3:2  | 1:2  | 4:4 (пгг) |
| 2020/21. | Лига Европе      | 1. коло кв. | Динамо Минск | Н/Д  | 2:0  | 2:0       |
| 2020/21. | Лига Европе      | 2. коло кв. | Хартберг     | 3:2  | Н/Д  | 3:2       |
| 2020/21. | Лига Европе      | 3. коло кв. | Копенхаген   | Н/Д  | 0:3  | 0:3       |